# Аеродром Прогар
Аеродром Прогар (: , : ) је цивилни аеродром у Србији. Налази се у близини села Прогар, надомак града Сурчин, око 42 km југозападно од центра града Београда. Аеродром се претежно користи за потребе пољопривредне авијације.